# Улица Комсомола (Санкт-Петербург)

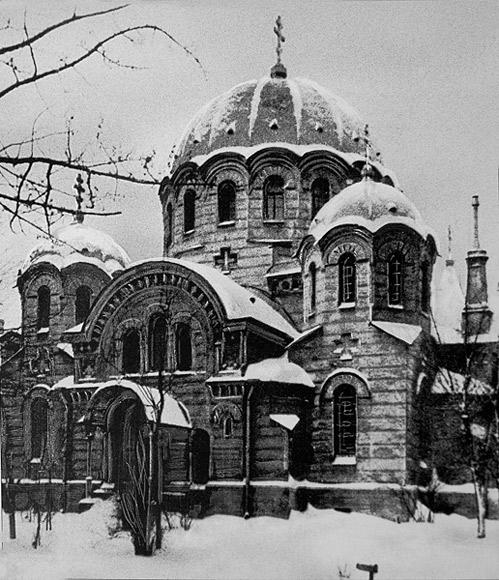
Церковь св. Андрея Блаженного при Доме призрения А. И. Тименкова и В. А. Фролова, 1900

Улица Комсомо́ла — улица в Санкт-Петербурге, в Калининском районе, проходящая от Арсенальной улицы до улицы Академика Лебедева.

## Описание
Улица Комсомола проходит параллельно Арсенальной набережной от Арсенальной улицы до улицы Академика Лебедева, пересекая улицу Михайлова и площадь Ленина. Эта дорога известна ещё со второй половины XVIII века, с 1738 года носила название Бочарной улицы (на участке от Арсенальной ул. до ул. Михайлова), так как она проходила через территорию слободы, где были мастерские по изготовлению бочек. Во второй половине XIX века улицу переименовали в Симбирскую по названию города Симбирска, современного Ульяновска.
На участке от улицы Михайлова до улицы Академика Лебедева в 1753—1808 годах существовало название Компанейская улица, так как здесь находилось производство «Компании пивоваренных заводов». В 1808 году присоединена к Бочарной улице.
7 (19) марта 1858 года Бочарная улица переименована в Симбирскую улицу по г. Симбирску в ряду близлежащих улиц, названных по городам Среднего и Нижнего Поволжья.
22 апреля 1927 года, Симбирская улица переименована в улицу Комсомола — в память о располагавшемся здесь в 1918 году Выборгском районном комитете РКСМ, о чём свидетельствует установленная позднее мемориальная доска.
В 1950-х годах была проведена комплексная реконструкция Финляндского вокзала, и на месте вокзальных корпусов, выходивших на улицу Комсомола, было возведено новое главное здание вокзала в стиле функционализма, обращённое к Неве.

## Примечательные здания
- Дом № 1—3, литера П — производственное здание середины XIX века[2]. Машиностроительный завод «Арсенал», КБ «Арсенал» имени М. В. Фрунзе, завод «Красногвардеец».
- Дом № 2, литера А — материальные магазины в составе комплекса «Арсенал»[3].  781610686140015
- Дом 49 место где жил Бородин А.П.

## Объекты
- Финляндский вокзал
- ОАО «Машиностроительный завод „Арсенал“», дом 1—3
- Михайловская военная артиллерийская академия

## Транспорт
- Троллейбус: № 3, 8, 38, 43
- Автобус: №  21, 28, 37, 106, 107, 133, 176, 234[4]
- Трамвай: № 23, 30